# Annunciazione della Beata Vergine Maria a Via Ardeatina (titre cardinalice)
La diaconie cardinalice de Annunciazione della Beata Vergine Maria a Via Ardeatina (Annonciation de la bienheureuse Vierge Marie à Via Ardeatina) est érigée par le pape Paul VI le 5 février 1965 dans la constitution apostolique Sanctissimis templis mais n'est attribuée pour la première fois qu'en 2001.

## Titulaires
| - Mario Francesco Pompedda (2001 - 2006) - Domenico Calcagno (2012-) |

### Sources
- (it) Cet article est partiellement ou en totalité issu de l’article de Wikipédia en italien intitulé « Annunciazione della Beata Vergine Maria a Via Ardeatina » (voir la liste des auteurs).